# クロード・ファブリ
クロード・ファブリ（Claude Fabri, 生没年未詳）は、16世紀フランスの医師・占星術師。プレル＝アン＝アルゴンヌの生まれで、主としてディジョンで活動した。医師としての著作には、『ペスト治療の逆説 Paradoxes de la cure de la peste』（パリ、1568年）、『ペストに対する解毒と確実な経験 Les contrepoisons et expériences certaines contre la peste』（パリ、1580年）がある。なお、このうち前者はブノワ・ティクシエが1551年に刊行したペスト論の盗作と指摘されている。
占星術師として占筮や暦書をパリ、ルーアン、リヨンなどで何度も刊行していたとされるが、現在確認されているのは、『医師にして占星術師クロード・ファブリ師による1552年向けの真の新占筮』（アジャン、1552年）、『1572年向けの暦』（パリ、1571年）、『閏年1612年向けの暦』（パリ、1612年）の3点のみである。なお、最初のものは、同じ年向けのノストラダムスの占筮の一部と内容が一致しており、そこから引き写されたと推測されている。また、1550年代末頃には、当時ノストラダムスを批判していた占星術師ローラン・ヴィデルと共同で暦書を刊行したこともあったようである（現存する特認記録による）。
「プレル＝アン＝アルゴンヌの医学博士、愛星家」アントワーヌ・ファブリという名義で刊行された1582年向けと1596年向けの暦書もそれぞれ現存するが、クロード・ファブリとの関連は不明である。